# Petru Popescu
Petru Popescu (Bucareste, 1 de fevereiro de 1944) é um escritor, roteirista e diretor de cinema romeno naturalizado norte-americano.

## Primeiros anos
Popescu nasceu em Bucareste, Romênia, em uma família de intelectuais. Seu pai, Radu Popescu, era historiador literário e crítico teatral, e sua mãe, Nelly Cutava, uma atriz de teatro famosa no país. Petru tinha um irmão gêmeo, Pavel, que morreu de poliomielite em 1958, o que o deixou bastante afetado emocionalmente. Outro fato que o abalou na adolescência foi o divórcio dos pais. Em 1962, concluiu o ensino médio na Escola Secundária Spiru Haret, depois estudou língua inglesa na Faculdade de Letras do Departamento de Línguas Estrangeiras da Universidade de Bucareste, graduando-se em 1967 com uma especialização em literatura comparada.
Ele trabalhou na Biblioteca Nacional da Romênia e como editor da revista Romania Literară. Ainda estudante, publicou em 1966 seu primeiro trabalho literário, uma coleção de poemas intitulada Zeu printre blocuri. Em 1969, lançou o romance Prins, que descrevia criticamente a geração da época, no auge do regime socialista na Romênia. No ano seguinte, publicou Dulce ca mierea e glonţul patriei, romance sobre a impossibilidade do patriotismo num regime totalitário. Nessa época, tornou-se membro suplente do comitê central da União da Juventude Comunista da União de Escritores da Romênia, embora seus escritos não refletissem adesão à ideologia comunista.
Premiado com uma bolsa de estudo, o escritor estudou em Viena, Áustria, entre 1971 e 1972. Em 1973, também como bolsista, viajou até os Estados Unidos para participar do Programa de Redação Internacional da Universidade de Iowa, um seminário de renome na época; seu passaporte foi concedido mediante um pedido pessoal que fez ao presidente Nicolae Ceaușescu. No território americano, tornou-se amigo do romancista John Cheever, que o instou a permanecer na América.

## Emigração
Por volta de 1973 ou 1974, Popescu desertou de seu país e mudou-se para a Inglaterra, onde pediu asilo político e passou a ensinar literatura comparada. Como à época o código penal romeno definia a deserção como traição à pátria, o governo julgou-o traidor e proibiu a circulação de seus livros na Romênia. Em 1975, ele radicou-se nos Estados Unidos, onde matriculou-se no American Film Institute. Em 1977, roteirizou o filme The Last Wave, dirigido por Peter Weir e estrelado por Richard Chamberlain. No ano seguinte, publicou seu primeiro romance em língua inglesa, Before and After Edith, e, em 1979, ingressou no Writers Guild of America.
Em 1978, ele se estabeleceu em Beverly Hills, Califórnia. Nessa época, casou-se com a roteirista e jornalista Iris Friedman, com quem teve dois filhos: Adam e Chloe, que também seguiram carreira no jornalismo. Junto com Friedman, escreveu em 1984 o roteiro do longa-metragem Obsessive Love e, no ano seguinte, estreou como diretor no filme Death of an Angel, distribuído pela Fox em 1986. Ele já escreveu uma dezena de romances em inglês, incluindo Amazon Beaming (1991), não ficção resultante de uma viagem à selva amazônica que realizou em 1987, durante a qual conheceu o explorador Loren McIntyre, descobridor da nascente do rio Amazonas.
Popescu retornou brevemente à Romênia em 1991. Após esta visita, publicou uma série de reportagens e ensaios sobre seu país em vários jornais e periódicos dos Estados Unidos, bem como roteirizou o telefilme Nobody's Children (1994), sobre as dificuldades burocráticas enfrentadas por um casal norte-americano que quer adotar uma criança da Romênia. Revisitou sua terra natal em 2009, por ocasião da turnê de divulgação do romance Supleantul, que narra um breve relacionamento que manteve com Zoia Ceaușescu na década de 1970. Em 2013, retornou ao país como convidado de honra do Museu Nacional de Literatura Romena, que lhe prestou algumas homenagens.

## Obras

### Publicações em romeno
Não incluindo traduções de suas obras em inglês:
- 1966 - Zeu printre blocuri
- 1967 - Moartea din fereastră
- 1969 - Fire de jazz
- 1969 - Prins
- 1971 - Dulce ca mierea e glonţul patriei
- 1971 - Om în somn
- 1973 - Să creşti într-un an cât alţii într-o zi
- 1973 - Sfârşitul bahic
- 1973 - Între Socrate şi Xantipa
- 1974 - Copiii Domnului – O legendă munteană
- 2009 - Supleantul

### Publicações em inglês
- 1975 - Boxes, Stairs & Whistle Time[2]
- 1977 - The Last Wave[2]
- 1978 - Before and After Edith[15]
- 1989 - In Hot Blood[15]
- 1991 - Amazon Beaming[15]
- 1996 - Almost Adam: a Novel[15]
- 1997 - The Return[2]
- 2001 - The Oasis: A Memoir of Love and Survival in a Concentration Camp[15]
- 2007 - Weregirls: Birth of the Pack[15]
- 2008 - Weregirls: Through the Moon Glass[2]
- 2008 - Footprints in Time[15]
- 2009 - Girl Mary[15]
- 2016 - The Encounter: Amazon Beaming[16]

## Filmografia

### Cinema
| Ano  | Título                                                         | Função               | Notas         | Ref.   |
| ---- | -------------------------------------------------------------- | -------------------- | ------------- | ------ |
| 1972 | Drum în penumbră                                               | Roteirista           |               | [ 17 ] |
| 1977 | The Last Wave                                                  | Roteirista           |               | [ 18 ] |
| 1982 | Friday the 13th Part III                                       | Roteirista           | Não creditado | [ 19 ] |
| 1986 | Death of an Angel                                              | Diretor e roteirista |               | [ 20 ] |
| 2013 | Crystal Lake Memories: The Complete History of Friday the 13th | Entrevistado         | Documentário  | [ 21 ] |

### Televisão
| Ano  | Título                        | Função     | Notas      | Ref.   |
| ---- | ----------------------------- | ---------- | ---------- | ------ |
| 1984 | Obsessive Love                | Roteirista | Telefilme  | [ 22 ] |
| 1988 | Emma: Queen of the South Seas | Roteirista | Minissérie | [ 22 ] |
| 1994 | Nobody's Children             | Roteirista | Telefilme  | [ 18 ] |

### Outras mídias
| Ano  | Título        | Função     | Notas                                              | Ref.   |
| ---- | ------------- | ---------- | -------------------------------------------------- | ------ |
| 2020 | The Encounter | Roteirista | Live stream baseado no livro Amazon Beaming (1991) | [ 23 ] |